# Лорел (музыкант)
Ло́рел А́рнелл-Ка́ллен (англ. Laurel Arnell-Cullen), наиболее известная как LAUREL - британская певица, автор-исполнитель, композитор, продюсер и модель. Свой первый контракт со звукозаписывающей компанией «Turn First Artist» девушка подписала, едва ей исполнилось 18 лет. Известность к ней пришла после выпуска демоверсии «Blue Blood» и композиции «Fire Breather».
Свои песни девушка преимущественно пишет самостоятельно. Первые работы и дебютный альбом «DOGVIOLET» Лорел писала текст и музыку, продюсировала, сводила самостоятельно в своей квартире в Лондоне. Над EP «Petrol Bloom» она работала уже вместе с Chrome Sparks, и студийными инженерами, которые занимались именно звуком, сведением, обработкой.
Лорел сотрудничала с модельным агентством «Next Models». Певицу часто приглашают выступать на модных вечерах, берут интервью и проводят съёмки. Девушка появлялась в таких изданиях, как WATM Magazine, W Magazine, Company Magazine, V Magazine, The Lab Magazine,  IDOL Magazine, Flanelle Magazine, Teen Vogue Magazine,  As You Are Magazine, Sunday Girl Magazine. Нередко Лорел снимается для интернет-магазинов одежды: The Outnet, MOXHAM, Miss Selfridge, Houseofsunny, Weiste Vintage,  Levis.

## Биография
Лорел Арнелл-Каллен родилась 7 мая 1994 году в небольшом прибрежном городке Саутгемптон Великобритании. Мать — Ванесса Арнелл-Каллен, отец — Джеймс Каллен, сестра — Анаис Арнелл-Каллен.

Творческая личность начала формироваться чуть ли не «с пелёнок» — уже с 11 лет девочка ходила в школьный хор и мечтала, что в один прекрасный день она сможет поделиться своими песнями с другими. В 14 лет она уже выступала и серьёзно думала о карьере автора и исполнителя песен.
«Я никогда не хотела делать что-то другое. Я хотела быть певицей с четырех лет, частично, потому что я была одержима Бритни Спирс. Когда я услышала её, я подумала: «Да, именно этим я хочу заниматься». Когда мне было 11 или 12 я впервые услышала Lil' Chris, и я просто влюбилась в него. Я думала, что могу выйти за него замуж только, если тоже стану звездой. Но я всё равно любила музыку, поэтому не могла бросить это. Но настал момент, когда я подумала: «Итак, Лорел, тебе нужно начать писать собственные песни. Потому что тебе нужно стать звездой, чтобы выйти замуж за Lil' Chris». Это не длилось долго. Но я стала писать песни, и полюбила это занятие. С этого все и началось» -  «IDOL Magazine», 2014 год.
Лорел изучала в колледже английскую литературу и бизнес. Совмещая учёбу и работу, в свободное время, Лорел загружала песни в Интернет. Примечательно, что все песни девушка записывала самостоятельно, в своей комнате. Настоящий бум произошёл после выпуска демо «Next Time» в 2012 году, когда девушке было всего 18 лет. И именно это демо привело её к звукозаписывающей компании. Окончив колледж, Лорел переехала в Лондон, чтобы реализовать себя. В своей съёмной квартире, Лорел оборудовала целую студию, которую называет «путешествующей Ermentrude».
Девушка увлекается рисованием, пишет поэмы и стихотворения, ведёт свой блог на Tumblr, а также редактирует некоторые свои видеоклипы.
Лорел любит Бьорк, она одна из тех, на кого равняется девушка. Также она любит Jungle, Tyler the Creator, Marina and the Diamonds, Santigold и Лору Марлинг.

На счету певицы мини-альбомы, микстейп, синглы, а также песни со времён «Under the Laurels». В основном, Лорел продюсирует свои песни самостоятельно.
«Год назад я вообще этим не интересовалась. Я просто хотела писать песни, но не продюсировать их. У меня никогда не было стремления делать это. Просто каждый раз мне становилось не по себе, когда я хотела написать песню в студии, а там были еще люди помимо меня. Иногда они говорили мне делать совершенно не то, что хотела делать я, и это был довольно сложный процесс. И, в конце концов, я поняла, что мне нравится работать одной. После я начала делать музыку на компьютере и написала «Blue Blood». Это была первая песня, которую я взяла полностью в свои руки. И после я подумала: «Это прикольно, хочу и дальше это делать». Сейчас я знаю о продюсировании гораздо больше, так что это был не сознательный выбор», - V-Magazine, 2014 год.

## Карьера

##### Первые шаги
О первой сочиненной песне: «В ней мама и папа говорили мне, что нельзя купить любовь. На самом деле там я шлепала по лужам и понимала, что даже если бы я купила всё для этого человека, он всё равно никогда меня не полюбит. Когда я написала эту песню, мне было 12 или 13. Так что, к счастью, её никто не услышал», - «IDOL Magazine», 2014 год.
С 2010 году певица выступала под псевдонимом Under The Laurels, исполняя фолк-песни с помощью гитары. А также была в составе рок-группы лет в 13-14, но быстро вышла из неё с мечтой стать сольным исполнителем.
В 18 лет Лорел встретила Shadow Child. Они хотели написать что-то вместе, и некоторое время спустя они записали одну из фолк-песен в арсенале певицы — «Next Time».
Настоящий успех пришёл с выпуском в 2013 году демоверсии «Blue Blood». Она тут же полюбилась блогерам и быстро набирало зрительские симпатии. Так же трек прозвучал в американском телесериале «Царство».
В 2013 певица выпустила «Fire Breather», который покорил уже более 400 тыс. меломанов, прозвучавший в американском телесериале «Дневники Вампира».
Через год с таким же успехом вышел мини-альбом «To the Hills». Ремикс Durante на композицию «Shells» стал одним из самых популярных; на сегодняшний день ремикс набрал практически 2 миллиона просмотров на YouTube.
В конце 2014 года девушка выпускает мини-альбом «Holy Water» с абсолютно новыми песнями. Они отличаются от предыдущих работ, но всё же несут черту, характерную для всего творчества Лорел.

Менее, чем через полгода, девушка выпускает собственный микстейп «Allelopathy».
«Во время записи альбома я решила взять недельный перерыв и поработать с несколькими крутыми треками, на которые я наткнулась на «SoundCloud». Это не тот стиль, в котором я пишу или пою, но мне он понравился, и мне просто захотелось поэкспериментировать. Название «Allelopathy»(«Аллелопатия») - это слово, используемое для описания конкретного типа организма, которые оказывают влияние на рост, выживание и размножение других организмов. Я подумала, что было бы классно увидеть, на что я рассчитываю, создавая музыку. Я хочу, чтобы она действовала на людей, чтобы они чувствовали что-то, слушая мои песни. К тому же, Лорел – как раз является аллопатическим растением (Prunus Laurocerasus). Каждый трек был назван в честь какого-то растения, включая самый первый, который я написала для микстейпа (оригинал принадлежит Yung Gud), названный в честь Лавровишни (ориг. English Laurel)», - запись с фейсбука певицы.

##### Сегодня
В 2014 году Лорел не раз говорила в интервью, что дебютный альбом уже закончен и выйдет он в начале 2015. В 2015 году в поддержку дебютного альбома была выпущена студийная запись «Blue Blood», которая значится на лейбле Turn First Records, но из-за смены лейбла и выпуска последних синглов на Theia выпуск дебютника откладывается на неопределённый срок. Предположительно, он будет носить название «London's Last Sweetheart» и выйдет в конце 2016 года. Синглы - «Life Worth Living», «San Francisco».

##### Награды
— «Guide Award» - Лучший сольный артист. Великобритания. 2012 год - победа
— «The International Music Industry Awards» - Лучший новый международный артист. Великобритания. 2015 год - победа

## Дискография

### Мини-альбомы
| Название             | Детали | Трек-лист |
| -------------------- | --- | --- |
| EP «The Flowers»     | - Дата релиза: 2010-2011 - Лейбл: - Формат: Цифровой. Недоступен                                                 | 1. Bells On Her Toes 2. I Walk Tall 3. Bring Me Youe Love 4. May You 5. No More Flowers                                                                                 |
| EP «Your Eyes on me» | - Дата релиза: 27 июля 2010 - Лейбл: - Формат: Цифровой. Не доступен                                             | 1.Your Eyes on Me (3:04) 2. Buttercups (3:26) 3. Stay Strong (2:57) |
| EP «To The Hills»    | - Дата релиза: 5 мая 2014 - Лейбл: Next Time Records - Формат: Цифровой                                          | 1. To The Hills 2. Nicotine Dreams 3. Shells 4. To the Hills (The Jane Doze Remix) 5. To the Hills (Woodysproduce Remix)                                                |
| EP «Holy Water»      | - Дата релиза: 27 июля 2016 - Лейбл: Next Time Records - Формат: Цифровой                                        | 1. I Forget 2. Memorials 3. Come Together (feat. Sivu) 4. Holy Water |
| EP «Park»            | - Дата релиза: 18 ноября 2016 - Лейбл: Counter Records - Формат: Цифровой, Винил                                 | 1. Maybe baby 2. Hurricane 3. Too Far 4. Goodbye (demo) |
| DOGVIOLET            | - Дата релиза: 24 августа 2018 - Лейбл: Counter Records - Формат: Цифровой, Винил, CD                            | 1. Life Worth Living 2. All Star 3. Same Mistakes 4. South Coast 5. Hold Tight 6. Adored 7. Sun King 8. Crave 9. Lovesick 10. Take It Back 11. Empty Kisses 12. Recover |
| EP «Petrol Bloom»    | - Дата релиза: 3 декабря 2020 - Лейбл: Laurel, under exclusive license to Communion Group Ltd - Формат: Цифровой | 1. Scream Drive Faster 2. Best I Ever Had 3. Appetite 4. When You're Walking Away 5. Sometimes                                                                          |

### Микстейпы
| Название      | Детали                                                                  | Трек-лист |
| ------------- | ----------------------------------------------------------------------- | --- |
| «Allelopathy» | - Дата релиза: 26 марта 2015 - Лейбл: самостоятельно - Формат: Цифровой | 1. Avena (Feat. FKA Twigs) 2. Juglans (Feat. Yung Gud) 3. Arctostaphylos (Feat. Yung Gud) 4. Laurocerasus (Feat. Yung Gud) 5. Rhus (Feat. Andru) |

### Синглы
| Название            | Детали                                                                | Альбом         | Трек-лист                                                              |
| ------------------- | --------------------------------------------------------------------- | -------------- | ---------------------------------------------------------------------- |
| «Fire Breather»     | - Дата релиза: 6.01.14 - Лейбл: Next Time Records - Формат: Цифровой  | -              | Fire Breather                                                          |
| «To The Hills»      | - Дата релиза: 17.03.14 - Лейбл: Next Time Records - Формат: Цифровой | «To The Hills» | To The Hills                                                           |
| «Shells»            | - Дата релиза: 6.01.14 - Лейбл: Next Time Records - Формат: Цифровой  | «To The Hills» | 1. Shells 2. Shells (Hannes Fischer Remix) 3. Shells (Candyland Remix) |
| «Memorials»         | - Дата релиза: 15.12.14 - Лейбл: Next Time Records - Формат: Цифровой | «Holy Water»   | Memorials                                                              |
| «Blue Blood»        | - Дата релиза: 7.07.15 - Лейбл: Turn First Records - Формат: Цифровой | -              | Blue Blood                                                             |
| «Life Worth Living» | - Дата релиза: 11.03.16 - Лейбл: Theia - Формат: Цифровой             | TBA            | Live Worth Living                                                      |
| «San Francisco»     | - Дата релиза: 6.05.16 - Лейбл: Theia - Формат: Цифровой              | TBA            | San Francisco                                                          |
| «Hurricane»         | - Дата релиза: 29.09.16 - Лейбл: Counter Records - Формат: Цифровой   | «EP Park»      | «Hurricane»                                                            |
| «Maybe Baby»        | - Дата релиза: 9.11.16 - Лейбл: Counter Records - Формат: Цифровой    | «EP Park»      | «Maybe Baby»                                                           |
| «Too Far»           | - Дата релиза: 16.11.16 - Лейбл: Counter Records - Формат: Цифровой   | «EP Park»      | «Too Far»                                                              |

### Видеоклипы
| Название             | Год  | Исполнители                    | Режиссёр          |
| -------------------- | ---- | ------------------------------ | ----------------- |
| «Fire Breather»      | 2013 | Лорел, Игорь Степанов          |                   |
| «To The Hills»       | 2014 | Лорел                          | Ben Newbury       |
| «Nicotine Dreams»    | 2014 | Лорел                          | «Hunger Magazine» |
| «Shells»             | 2014 | Лорел                          |                   |
| «Blue Blood»         | 2015 | Лорел                          |                   |
| «Memorials»          | 2015 | Лорел                          | Ben Newbury       |
| «Nothing Ever Hurts» | 2015 | Лорел, Бен Пирс и Shadow Child |                   |
| «Down The Line»      | 2015 | Чарльз Гамильтон, Лорел        |                   |
| «San Francisco»      | 2016 | Лорел                          | Лорел             |

### Сотрудничество
| Название                          | Детали                     | Автор                     |
| --------------------------------- | -------------------------- | ------------------------- |
| Nothing Ever Hurts (feat. Laurel) | - Дата релиза: май 2015    | Shadow Child & Ben Pearce |
| Down The Line (ft. Laurel)        | - Дата релиза: май 2015    | Charles Hamilton          |
| Feel Your Love                    | - Дата релиза: ноябрь 2015 | Arty                      |
| Poison For Lovers                 | - Дата релиза: ноябрь 2015 | Arty                      |